# Dead Cities, Red Seas & Lost Ghosts
Dead Cities, Red Seas & Lost Ghosts (estilizado como DeadCities,RedSeas&LostGhosts ) es el segundo álbum de estudio del grupo musical francés M83. El álbum fue lanzado por primera vez en Europa el 14 de abril de 2003, luego en América del Norte el 27 de julio de 2004. La portada es la fotografía Snow Angels de Justine Kurland . Este álbum fue el último álbum del miembro fundador Nicolas Fromageau con la banda.
La edición norteamericana del álbum viene con un disco adicional que contiene cinco pistas adicionales, incluida la canción principal del álbum y una versión en vivo de "Gone", así como los videos mejorados de los sencillos "Run into Flowers" y " America".
Una de las pistas adicionales, la versión de Cyann & Ben de "In Church", apareció en la película de 2006 Stranger than Fiction.   "Unrecorded" se usó en el avance teatral de Night Watch y apareció en la película de 2006, Camping Sauvage[cita requerida]. "Gone" apareció en el programa de 2015 Mr. Robot.[cita requerida]

## Recepción
Dead Cities, Red Seas & Lost Ghosts ha recibido elogios generalizados de la crítica. En Metacritic , que asigna una calificación normalizada de 100 a las reseñas de los principales críticos, el álbum recibió una puntuación promedio de 86, basada en 15 reseñas, lo que indica "aclamación universal".
En agosto de 2009, Pitchfork colocó a Dead Cities, Red Seas & Lost Ghosts en el puesto 188 de su lista de los "200 mejores álbumes de la década de 2000". As of 2005 close to 25 000 copies of Dead Cities, Red Seas & Lost Ghosts have been sold in the United States.  A partir de 2005 cerca de 25 000 copias de Dead Cities, Red Seas & Lost Ghosts se han vendido en los Estados Unidos.

## Lista de Canciones
| N.º | Título | Duración |  |
| 1.  | «Birds» | 0:53     |  |
| 2.  | «Unrecorded» | 4:11     |  |
| 3.  | «Run into Flowers»                                                                                               | 4:09     |  |
| 4.  | «In Church» | 3:58     |  |
| 5.  | «America» | 3:06     |  |
| 6.  | «On a White Lake, Near a Green Mountain»                                                                         | 4:43     |  |
| 7.  | «Noise» | 3:54     |  |
| 8.  | «Be Wild» | 3:19     |  |
| 9.  | «Cyborg» | 3:48     |  |
| 10. | «0078h» | 4:01     |  |
| 11. | «Gone» | 6:07     |  |
| 12. | «Beauties Can Die» (termina en 9:17; contiene una canción escondida en 11:17, después de un periodo de silencio) | 14:38    |  |

| Disco Bonus |                                       |          |  |
| N.º         | Título                                | Duración |  |
| 1.          | «Tsubasa»                             | 4:09     |  |
| 2.          | «God of Thunder»                      | 5:55     |  |
| 3.          | «In Church» (version de Cyann & Benn) | 7:05     |  |
| 4.          | «Gone» (Presentación en vivo)         | 5:50     |  |
| 5.          | «Dead Cities, Red Seas & Lost Ghosts» | 17:42    |  |
| 6.          | «Run into Flowers» (video mejorado)   | 4:08     |  |
| 7.          | «America» (video mejorado)            | 3:06     |  |